# Independent Air
Independent Air fue una aerolínea estadounidense fundada en 1970 que tenía su base en el Aeropuerto Internacional Hartsfield-Jackson en Atlanta, Georgia. La aerolínea cesó sus operaciones en 1990.

## Historia
Independent Air tuvo sus orígenes en Atlanta Skylarks, un club de viajes con sede en Atlanta. Este club fue organizado por Skylarks Enterprises, Inc., fundada en 1966, que operaba los vuelos del club con un Douglas DC-7. En 1970, se formó Independent Air Inc., que adquirió todo el capital accionario de Skylarks Enterprises Inc. y el DC-7. Hasta 1981, Independent Air continuó gestionando el club de viajes y alquilando sus aeronaves exclusivamente al mismo. Fue fundada por Harry R. Maugans y James H. Vason.
En 1981, Independent Air recibió autorización para operar bajo la Parte 125, adquirió un segundo Boeing 720 y comenzó a emplear su propia tripulación. A partir de entonces, también ofreció vuelos chárter para casinos, viajes de incentivos corporativos, organizaciones religiosas y deportivas. En 1983, se le otorgó el permiso para realizar transporte aéreo chárter.
La empresa compró dos Boeing 707 a Trans World Airlines, pero en 1984 se le retiró el permiso de operación por nuevas regulaciones de ruido. Una demanda exitosa les permitió recuperar la autorización y en 1985 se les instalaron hush kits para cumplir con los niveles de ruido de la Etapa 3.
En 1985, Alvin L. Pittman y Orien L. Dickerson (ex empleados de Capitol Air) adquirieron la compañía. Fundaron Independent Air Holdings Company Inc. y compraron la aerolínea por $213,590. Luego hicieron una oferta pública de acciones y recaudaron cerca de $2.8 millones, utilizados para modificar un 707 y adquirir un Boeing 727. En 1986, trasladaron su sede a Smyrna, Tennessee.
Después del accidente del Vuelo 1851 de Independent Air en 1989, la prensa italiana criticó duramente la edad de sus aeronaves. Pasajeros también se quejaron del estado de los aviones. Dos días después, el ministro de transporte italiano prohibió a la aerolínea operar en el país. Azores Express terminó su contrato con la compañía al final de febrero. A raíz del accidente y la pérdida de contratos, Independent Air suspendió sus vuelos en noviembre de 1990.

## Destinos
Independent Air operó vuelos para clubes de viajes, operadores turísticos y el ejército de EE. UU. En 1988 y 1989, operó rutas entre Florida y Jamaica ("Jamaica Shuttle"). En el momento del accidente del Vuelo 1851, volaba entre Boston y Ponta Delgada (Azores), Montego Bay–Fort Lauderdale/Denver/Milán y Bérgamo–Punta Cana/Puerto Plata. Planeaba iniciar vuelos regulares entre Nueva York y Puerto Rico en 1990, pero no se concretaron.
Destinos incluidos:
- Aeropuerto Internacional Hartsfield–Jackson (ATL), Georgia
- Aeropuerto Internacional Logan (BOS), Massachusetts
- Aeropuerto Internacional John F. Kennedy (JFK), Nueva York
- Aeropuerto Internacional O'Hare (ORD), Illinois
- Aeropuerto Internacional Stapleton (DEN), Colorado
- Aeropuerto Internacional Dallas/Fort Worth (DFW), Texas
- Aeropuerto Internacional de Cancún (CUN), México
- Aeropuerto de Ponta Delgada (PDL), Portugal
- Aeropuerto de Montego Bay (MBJ), Jamaica
- Aeropuerto Internacional de Punta Cana (PUJ), R. Dominicana
- Aeropuerto Internacional de Puerto Plata (POP), R. Dominicana
- Aeropuerto Internacional de Orio al Serio (BGY), Italia
- Aeropuerto de Milán-Malpensa (MXP), Italia

## Incidentes y accidentes
El 8 de febrero de 1989, el Vuelo 1851 de Independent Air se estrelló en la aproximación a la isla Santa María, en las Azores (Portugal), causando la muerte de las 144 personas a bordo. Fue el accidente aéreo más mortífero de la historia de Portugal.

## Controversias
En 1990, Orien Dickerson, vicepresidente de la compañía, fue sancionado por retirar fondos de cuentas de depósito en garantía destinados a vuelos aún no realizados. En 1992 fue multado con $20,000 y se le prohibió participar en negocios relacionados con líneas aéreas, agencias de viajes o vuelos chárter durante 18 meses.

## Flota y líbrea
Independent Air operó las siguientes aeronaves durante su existencia:
- Douglas DC-7B
- Sud Aviation Caravelle SE-210 VI-R
- Boeing 720
- Boeing 707-300
- Boeing 727-100

Su primer avión fue un DC-7B (N4889C). Luego adquirió dos Boeing 720 (N7228U, N7229L) y más tarde dos Caravelle VI-R (N555SL y N777VV). Tras cambiar el nombre a Independent Air, compró dos Boeing 707-331B a TWA. También operó un 727-100 (N154FN), y alquiló un 707 de Skystar International (N728Q). Tras el accidente del 707 N7231T, fue reemplazado por otro 707 (N457PC) de Denver Ports of Call. Todos los aviones fueron devueltos a los arrendadores cuando la compañía cesó operaciones en 1990.
Independent Air utilizaba diferentes diseños en sus aviones y, en ocasiones, retomaba creativamente los diseños de aeronaves que alquilaba o compraba. Todos sus diseños presentaban un globo terráqueo blanco dentro de un marco azul con un pájaro rojo rodeándolo. En 1987, Independent Air aplicó un diseño común y actualizado a todos sus aviones hasta su cierre en 1990.